# Avant-garde de Tunis
 (mars 2016).
Si vous disposez d'ouvrages ou d'articles de référence ou si vous connaissez des sites web de qualité traitant du thème abordé ici, merci de compléter l'article en donnant les références utiles à sa vérifiabilité et en les liant à la section « Notes et références ».
L'Avant-garde de Tunis (arabe : نادي طليعة تونس) est un club omnisports tunisien disparu, le club de la communauté française créé dans le climat de communautarisme qui envahit le football tunisien au début du XXe siècle. Ce club est financé par l'Église catholique.
Avec la montée en puissance des clubs autochtones, l'Avant-garde fusionne avec la Jeunesse sportive en 1934 pour créer la Jeunesse sportive d'avant-garde ; elle-même fusionne deux ans plus tard avec l'Union goulettoise, la nouvelle entité porte alors le nom de Jeunesse sportive d'avant-garde et Union goulettoise réunies. Après la Seconde Guerre mondiale, le club fusionne avec la Jeanne d'Arc, créant la Jeanne d'Arc d'avant-garde, qui participe à la coupe de Tunisie 1945.
Le club peine comme toutes les autres équipes françaises et ne survit pas à l’indépendance, la dernière participation connue de son équipe de football étant le premier tour préliminaire de la coupe de Tunisie 1956. Cependant, ses autres sections (basket-ball, volley-ball, cyclisme, athlétisme, etc.) continuent à évoluer jusqu'en 1967, date de la disparition définitive du club.

## Athlétisme
La section d'athlétisme voit le jour en 1954 et se renforce dès le début avec des athlètes à l'instar du jeune Mohamed Khamassi de la Naceuria, qui remporte en 1955 le championnat de Tunisie juniors de cross-country et décroche la deuxième place du championnat d'Afrique du Nord et la sixième place du championnat de France de cross-country dans sa catégorie. Après son décès prématuré, son jeune frère Ali Khamassi fait encore mieux avant de passer au Centre d'éducation physique militaire. L'équipe se spécialise notamment dans la spécialité de la marche athlétique.

## Basket-ball
C'est la source de fierté du club : la Jeanne d'Arc fait partie des dix clubs qui disputent en 1935-1936 le premier championnat de basket-ball en Tunisie. Comptant quinze licenciés dont on cite Durand, Fournier, Ferry, Breil, Boissière, Ruher, De Forges, elle ne termine néanmoins pas la compétition. Il reprend la compétition deux ans après mais rétrograde en seconde division. Accordant son intérêt aux catégories des jeunes, il remporte le championnat de Tunisie juniors en 1951 et minimes en 1952, et finit par retrouver l'élite en 1954. Après l'indépendance, l'Avant-garde de Tunis remporte trois fois le championnat et se classe quatre fois deuxième. Parmi les joueurs ayant contribué à ces titres, on peut citer Claude Morana, Antoine Fichera, Fortuné Morana, Michel Giorgiani, Antoine Lattuca, Egidio Morana, Farrugia[Qui ?], Tipa[Qui ?], Henri Hurel, Claude Ginekis, Antoine Calamita et Noureddine Chtioui.

## Cyclisme
Créée en 1957, cette section réussit à former ou à attirer de nombreux cyclistes dont Joseph Migliore, Mehrez Nahali, Roger Borg, Mahjoub Zaghdoudi, Ridha et Abderrahman Neffati, Hechmi Ben Salah (futur directeur technique et entraîneur national), Mustapha Nefzi, Mehrez Ben Salah, Hassen Marrouche, Abdallah Ben Ali, Jilani Yazidi, Claude Ingarao, Ignace Diliberto, ainsi que Béchir Merdassi (vainqueur du premier Tour de Tunisie), Khemais Ben Ammar, Abdelkader Touati et Hamma Ben Fadhl.

## Football
En 1956, l'équipe évolue en promotion d'honneur (division 3). Elle compte parmi son effectif Yves Pachis (qui rejoint par la suite les rangs de l'Union sportive tunisienne), Émile Caruso, Ali Khamassi (célèbre athlète), Rosaire Migliore, Marcel Farina, Ali Touati, Antoine d'André et Youssef Jaâouani alias « Baganda » (futur international de l'Espérance sportive de Tunis). Mais l'année suivante, elle termine dernière de sa division, ce qui précipite la disparition de la section.

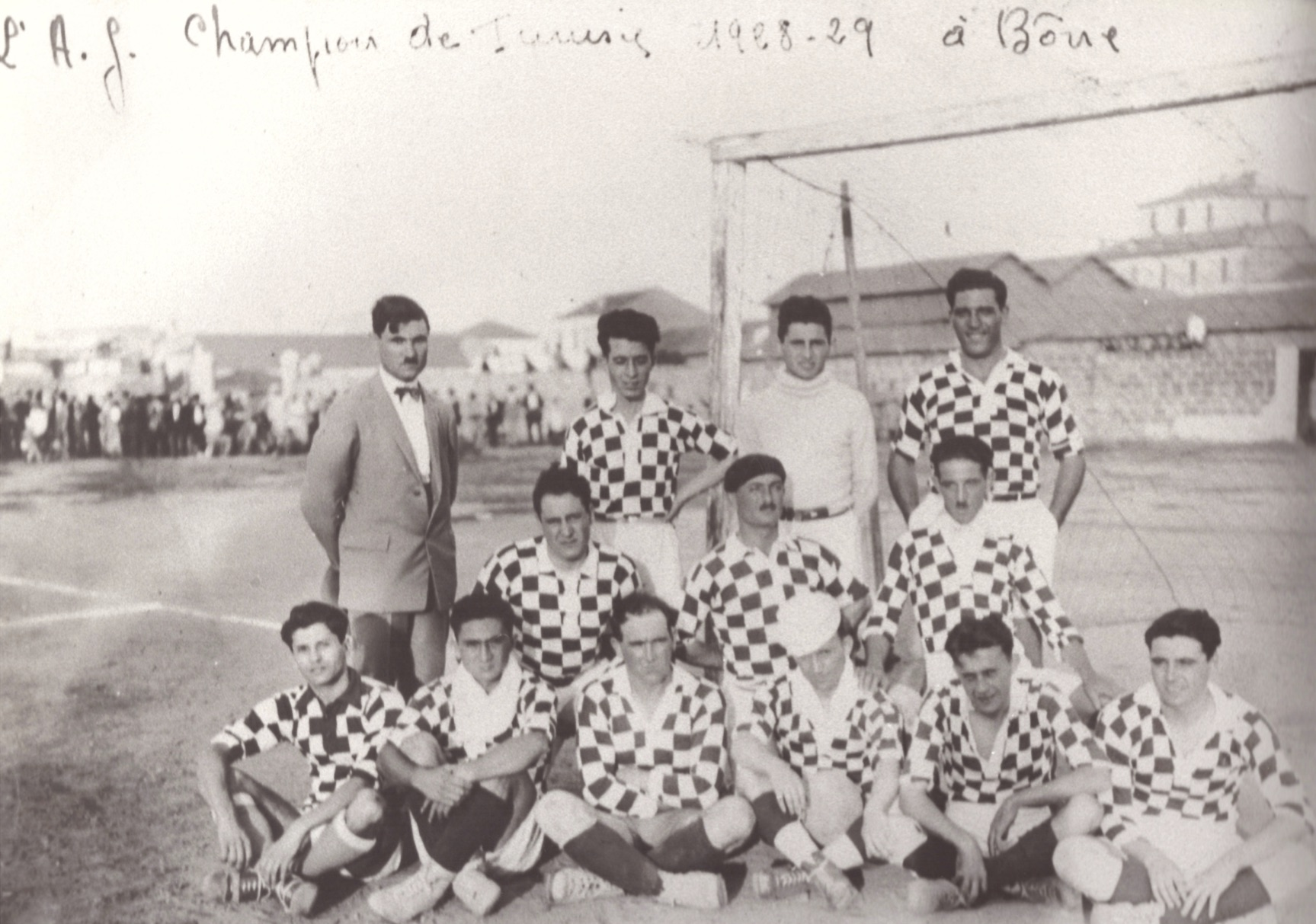
Équipe de la saison 1928-1929.
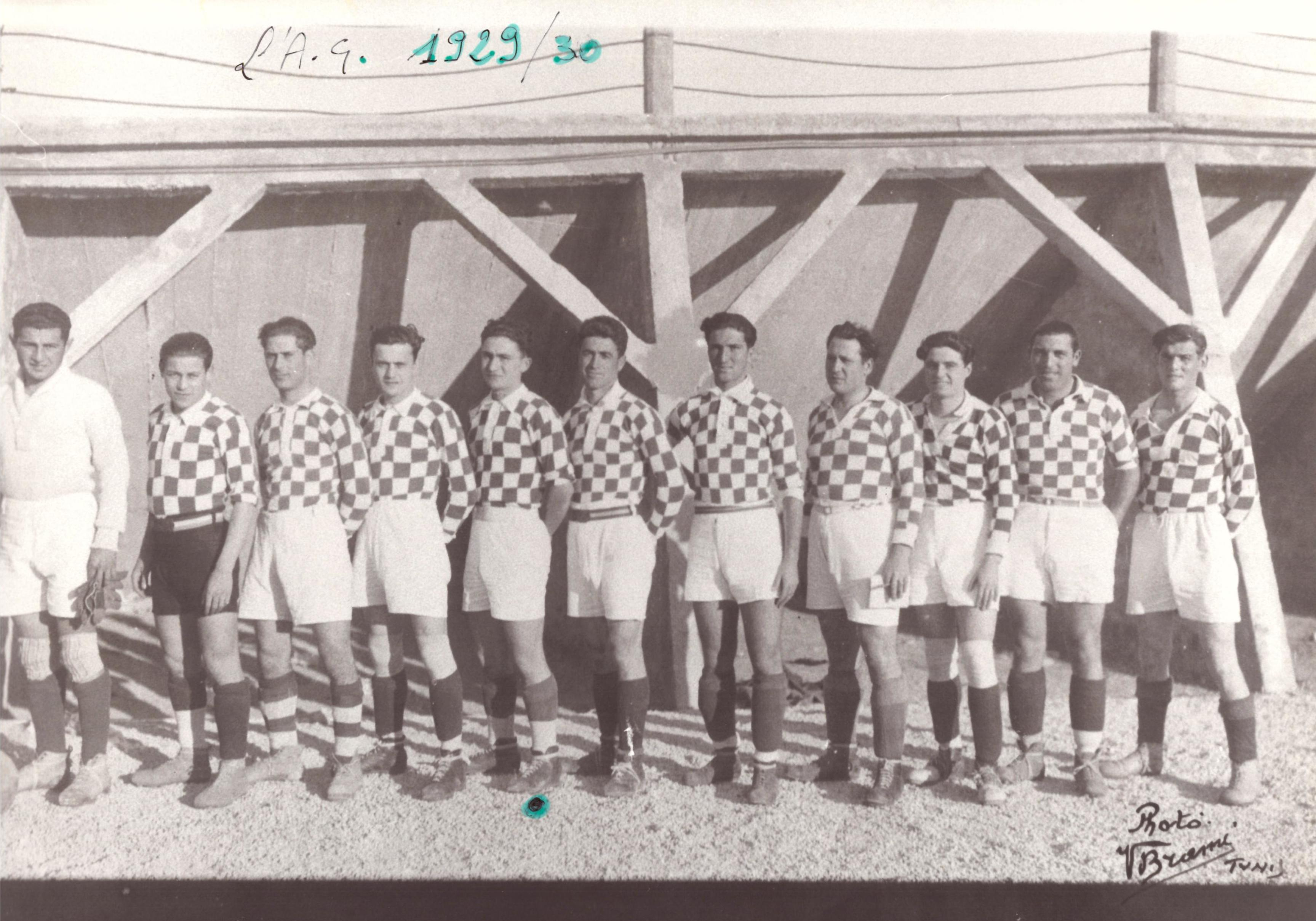
Équipe de la saison 1929-1930.
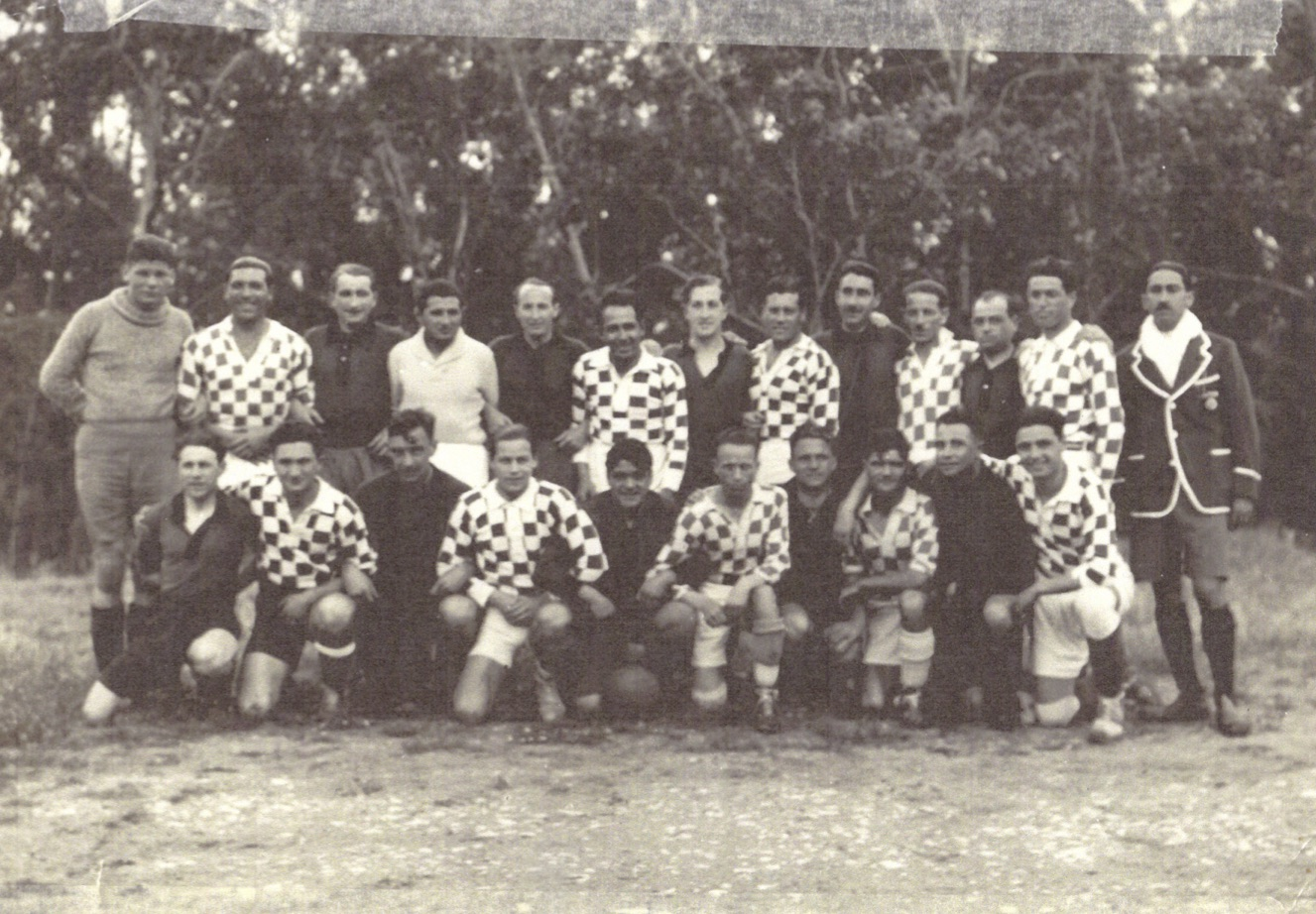
Match amical en 1930.
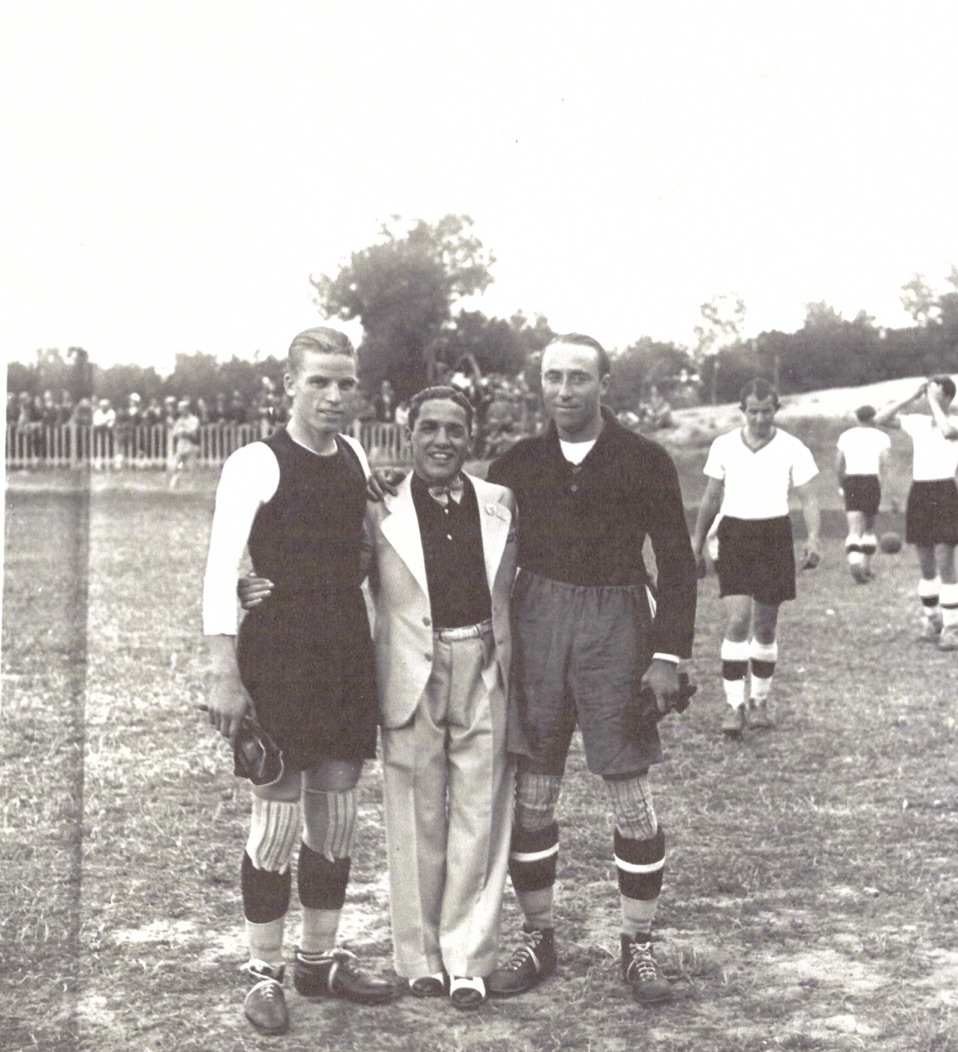
Match amical en 1930 ; Young Perez se trouve au centre.
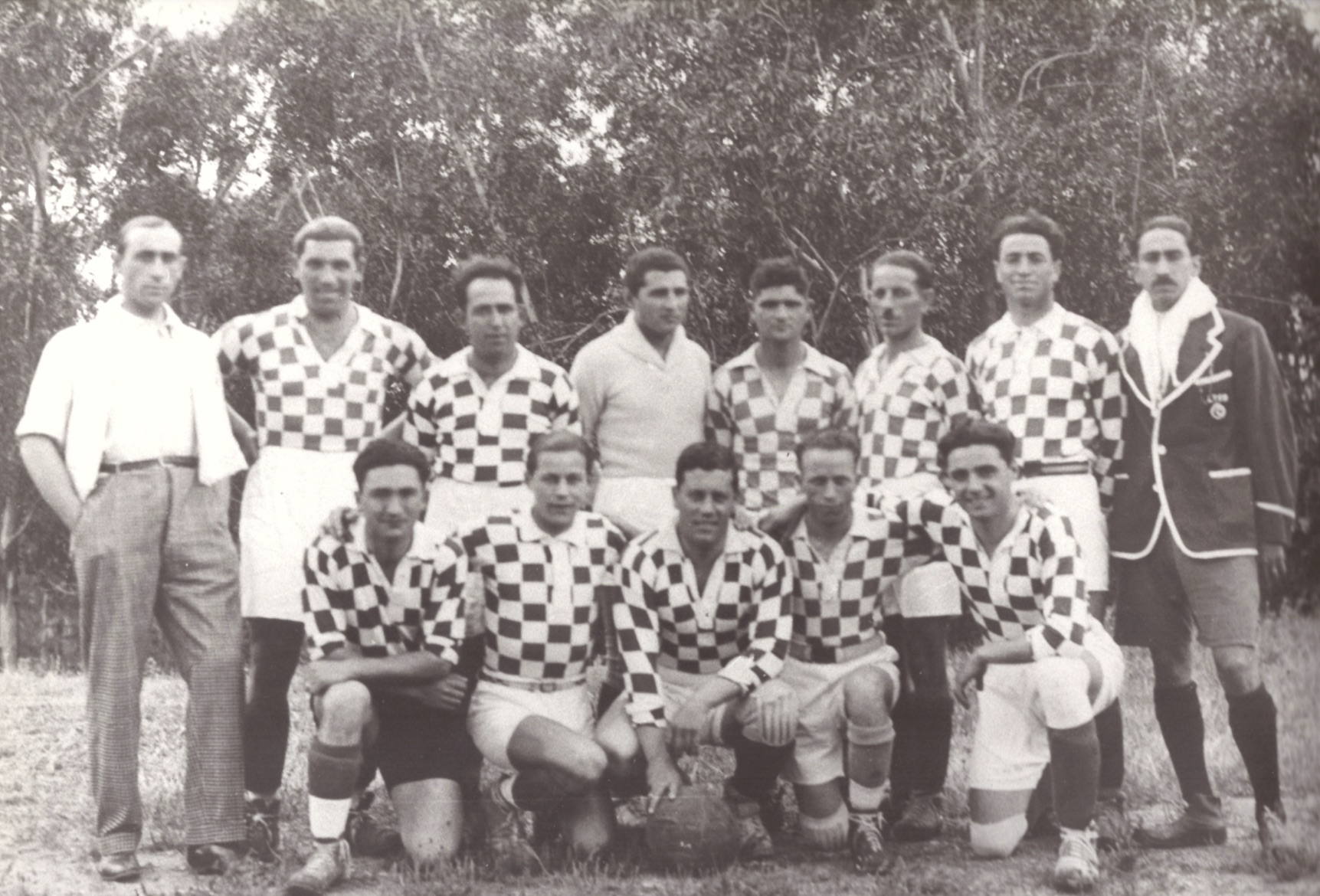
Équipe de la saison 1930-1931.
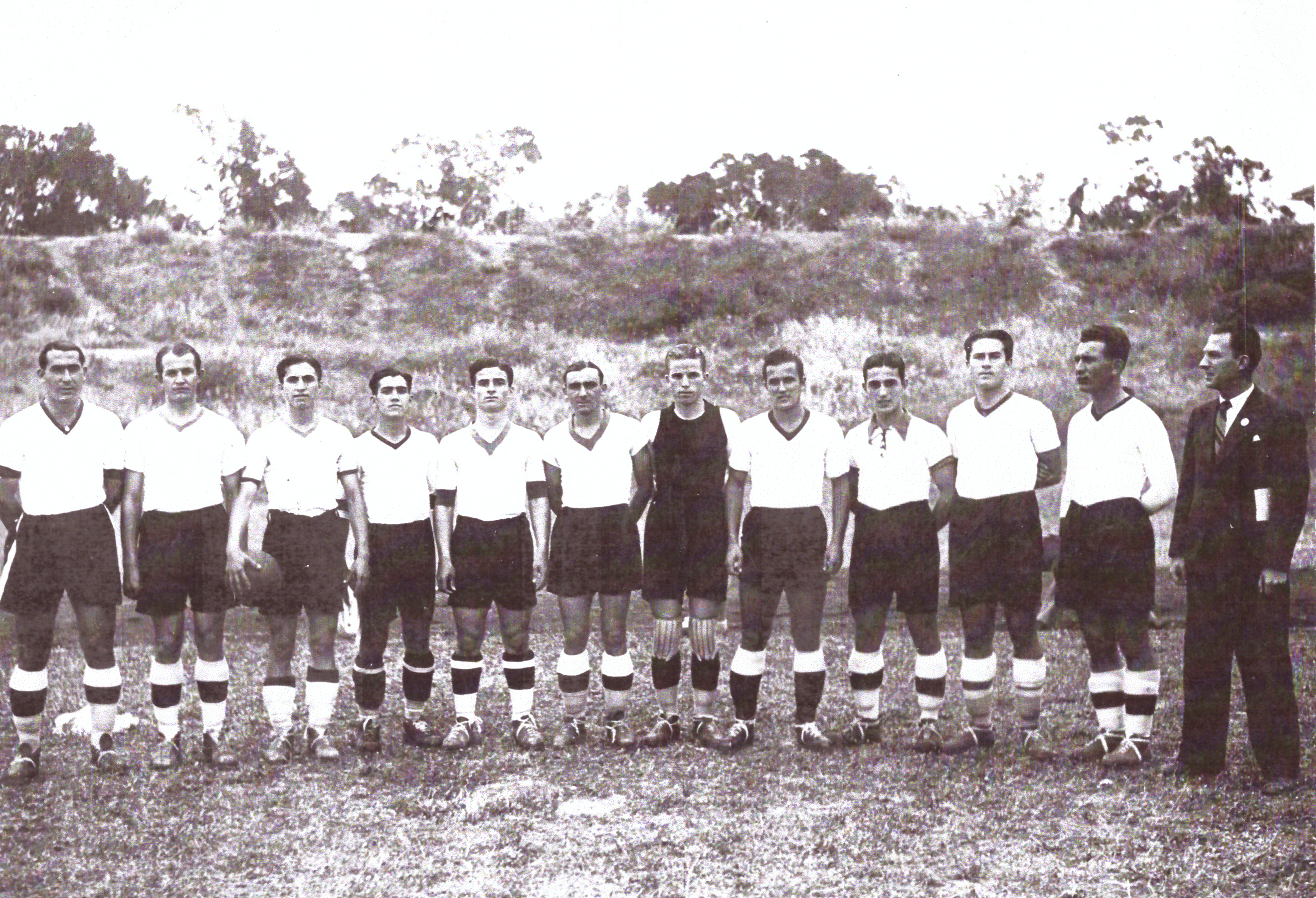
Équipe lors d'un match amical en 1931.

## Handball
Créée en 1960, cette section évolue en deuxième division avant de déclarer forfait en 1964.

## Volley-ball
Créée en 1960, l'équipe de volley-ball a un parcours intéressant avant d'être dissoute en 1967.

## Palmarès

### Collectif
- Championnat de Tunisie de football : 1929[4]
- Coupe de Tunisie de football : 1923
- Championnat de Tunisie masculin de basket-ball : 1959, 1960, 1962
- Coupe de Tunisie masculine de basket-ball :
  - Finaliste :  1960, 1963, 1964
- Championnat de Tunisie de basket-ball juniors : 1951, 1954, 1963
- Championnat de Tunisie de basket-ball minimes : 1952, 1957, 1959, 1960, 1961, 1962
- Championnat de Tunisie de basket-ball cadets : 1961
- Coupe de Tunisie de basket-ball minimes : 1959
- Championnat de Tunisie de volley-ball (division 3) : 1961
- Champion de Tunisie de poule de volley-ball (division 2) : 1964
- Championnats de Tunisie de cyclisme sur route par équipes : 1963, 1964

### Individuel
- Mohamed Khamassi : champion de Tunisie juniors de cross-country et vice-champion d'Afrique du Nord juniors en 1955
- Ali Khamassi : champion de Tunisie, champion d'Afrique du Nord et champion de France cadet de cross-country en 1956
- François Fortunato : champion de Tunisie des 20 kilomètres marche sur piste en 1958
- Khalifa Bahrouni : champion de Tunisie des 20 kilomètres marche en 1960 et des 10 kilomètres marche en 1961
- Naoui Jelassi : champion de Tunisie des 20 kilomètres marche en 1964
- Ignace Diliberto : champion de Tunisie de cyclisme (quatrième catégorie) en 1965
- Abdallah Ben Ali : champion de Tunisie de cyclisme (quatrième catégorie) en 1966